# Borikenophis sanctaecrucis
Borikenophis sanctaecrucis es una especie extinta de serpiente aletinofidia de la familia de los colúbridos. Era endémica de las Islas Vírgenes de los Estados Unidos hasta su extinción en 1898.